# Alois Kälin
Alois „Wisel” Kälin (ur. 13 kwietnia 1939 w Einsiedeln) – szwajcarski biegacz narciarski i specjalista kombinacji norweskiej, dwukrotny medalista olimpijski oraz brązowy medalista mistrzostw świata.

## Kariera
Igrzyska w Innsbrucku w 1964 r. były jego olimpijskim debiutem. Wystartował tam zarówno w kombinacji norweskiej jak i w biegach, zajmując 12. miejsce w kombinacji, 20. miejsce w biegu na 50 km stylem klasycznym oraz 9. miejsce w sztafecie 4 × 10 km. Cztery lata później, podczas igrzysk olimpijskich w Grenoble osiągnął swój największy sukces zdobywając srebrny medal w kombinacji. Ponadto wystartował także w biegach zajmując 23. miejsce na dystansie 50 km oraz piąte miejsce w sztafecie. Startował także na igrzyskach olimpijskich w Sapporo w 1972 r., gdzie wraz z Alfredem Kälinem, Albertem Gigerem i Eduardem Hauserem zdobył brązowy medal w sztafecie. Jego najlepszym wynikiem indywidualnym na tych igrzyskach było 7. miejsce w biegu na 30 km stylem klasycznym.
W 1966 r. wziął udział w mistrzostw świata w Oslo. Zdobył tam brązowy medal w kombinacji, a w biegach zajął 6. miejsce w sztafecie. Startował także na mistrzostwach świata w Wysokich Tatrach zajmując wraz z kolegami z reprezentacji piąte miejsce w sztafecie oraz na mistrzostwach świata w Falun w 1974 r., gdzie zajął 7. miejsce w biegu na 50 km.
Jego brat Stefan Kälin reprezentował Szwajcarię w narciarstwie alpejskim.

## Osiągnięcia w biegach narciarskich

### Igrzyska olimpijskie
| Miejsce | Dzień     | Rok  | Miejscowość | Konkurencja             | Czas biegu   | Strata       | Zwycięzca            |
| ------- | --------- | ---- | ----------- | ----------------------- | ------------ | ------------ | -------------------- |
| 20.     | 5 lutego  | 1964 | Innsbruck   | 50 km stylem klasycznym | 2:43:52.6 h  | +12:37.9 min | Sixten Jernberg      |
| 9.      | 8 lutego  | 1964 | Innsbruck   | Sztafeta 4 × 10 km      | 2:18:34.6 h  | +13:18.2 min | Szwecja              |
| 5.      | 14 lutego | 1968 | Grenoble    | Sztafeta 4 × 10 km      | 2:08:33.5 h  | +6:58.9 min  | Norwegia             |
| 23.     | 17 lutego | 1968 | Grenoble    | 50 km stylem klasycznym | 2:28:45.8 h  | +7:55.0 min  | Ole Ellefsæter       |
| 7.      | 4 lutego  | 1972 | Sapporo     | 30 km stylem klasycznym | 1:36:31.15 h | +2:09.57 min | Wiaczesław Wiedienin |
| 17.     | 7 lutego  | 1972 | Sapporo     | 15 km stylem klasycznym | 45:28.24 min | +1:22.07 min | Sven-Åke Lundbäck    |
| 3.      | 13 lutego | 1972 | Sapporo     | Sztafeta 4 × 10 km      | 2:04:47.94 h | +2:12.12 min | ZSRR                 |

### Mistrzostwa świata
| Miejsce | Dzień     | Rok  | Miejscowość  | Konkurencja             | Czas biegu   | Strata       | Zwycięzca            |
| ------- | --------- | ---- | ------------ | ----------------------- | ------------ | ------------ | -------------------- |
| 8.      | 22 lutego | 1962 | Zakopane     | Sztafeta 4 × 10 km      | 2:24:38.8 h  | +11:39.7 min | Szwecja              |
| 6.      | 19 lutego | 1966 | Oslo         | Sztafeta 4 × 10 km      | 2:14:27.9 h  | +6:35.7 min  | Norwegia             |
| 13.     | 15 lutego | 1970 | Vysoké Tatry | 30 km stylem klasycznym | 1:39:48.01 h | +4:11.26 min | Wiaczesław Wiedienin |
| 5.      | 19 lutego | 1970 | Vysoké Tatry | Sztafeta 4 × 10 km      | 2:06:36.47 h | +3:22.12 min | ZSRR                 |
| 9.      | 22 lutego | 1970 | Vysoké Tatry | 50 km stylem klasycznym | 2:49:34.70 h | +4:11.40 min | Kalevi Oikarainen    |

## Osiągnięcia w kombinacji norweskiej

### Igrzyska olimpijskie
| Miejsce | Dzień     | Rok  | Miejscowość | Konkurencja             | Czas biegu | Strata     | Zwycięzca      |
| ------- | --------- | ---- | ----------- | ----------------------- | ---------- | ---------- | -------------- |
| 12.     | 3 lutego  | 1964 | Innsbruck   | Skocznia normalna/15 km | 469.28 pkt | -56.05 pkt | Tormod Knutsen |
| 2.      | 12 lutego | 1968 | Grenoble    | Skocznia normalna/15 km | 449.04 pkt | -1.05 pkt  | Franz Keller   |

### Mistrzostwa świata
| Miejsce | Dzień     | Rok  | Miejscowość | Konkurencja             | Wynik zwycięzcy | Strata     | Zwycięzca   |
| ------- | --------- | ---- | ----------- | ----------------------- | --------------- | ---------- | ----------- |
| 14.     | 20 lutego | 1962 | Zakopane    | Skocznia normalna/15 km | 454.33 pkt      | -60.12 pkt | Arne Larsen |
| 3.      | 21 lutego | 1966 | Oslo        | Skocznia normalna/15 km | 444.66 pkt      | -3.93 pkt  | Georg Thoma |